# ریگوبرت گروبر
ریگوبرت گروبر (انگلیسی: Rigobert Gruber؛ زادهٔ ۱۴ مهٔ ۱۹۶۱) بازیکن فوتبال اهل آلمان است.
از باشگاه‌هایی که در آن بازی کرده‌است می‌توان به باشگاه فوتبال آینتراخت فرانکفورت و باشگاه ورزشی وردر برمن اشاره کرد.
وی همچنین در تیم‌های ملی فوتبال زیر ۲۱ سال آلمان بازی کرده‌است.